# Prosthechea mulasii
Prosthechea mulasii là một loài thực vật có hoa trong họ Lan. Loài này được Soto Arenas & L.Cerv. mô tả khoa học đầu tiên năm 2002.